# Paralcis columnata
Paralcis columnata är en fjärilsart som beskrevs av W. Warren 1907. Paralcis columnata ingår i släktet Paralcis och familjen mätare. Inga underarter finns listade i Catalogue of Life.